# Stockholm News
Stockholm News var en gratistidning som år 2000 gavs ut i Stockholm.  Grundare av Stockholm News var OTW, Thomas Mattsson – som var huvudägare – och finansmannen Björn Nordstrand. I en nyemission, som Öhman Fondkommission skötte, blev Industrivärden största investerare och Stockholm News lanserades som en eftermiddagstidning som skulle konkurrera med Metro. 
Lars Weiss, tidigare bland annat på programdirektör TV4, utnämndes till chefredaktör och Jon Åsberg, idag chefredaktör för Fokus, var redaktionschef. Flera medieprofiler arbetade på Stockholm News, som mediekonsulten Anette Novak, och satsningen fick stor uppmärksamhet i branschen.   
Men MTG, som gett ut Metro sedan 1995, kuppade med en egen eftermiddagstidning, Everyday, som också var gratis och Stockholm News lades ner redan efter fyra månader av den nya delägaren de Telegraaf, en holländsk mediegrupp. En tid senare stängde MTG ner också Everyday, och Stockholms News viktigaste eftermäle blev kanske att på allvar introducera kolportage – handutdelning – av gratistidningar på den svenska marknaden. Metro hade distributionsavtal med Stockholms Lokaltrafik, och när Bonnierkoncernen 2002 lanserade Stockholm City gavs den också ut på gator och torg. Stockholm City lades ner i juli 2011.